# Natasha Walter
Natasha Walter (nascida em 20 de janeiro de 1967) é uma escritora feminista britânica e ativista dos direitos humanos. Ela é a fundadora da instituição de caridade Women for Refugee Women.

## Histórico e carreira
O pai de Natasha Walter era Nicolas Walter, um anarquista e escritor humanista secular, enquanto sua mãe Ruth Walter (nascida Oppenheim) era professora e (mais tarde) assistente social. Seu avô era William Gray Walter, um neurocientista. Seus avós maternos eram refugiados da Alemanha nazista.
Natasha Walter estudou inglês no St John's College, em Cambridge, no Reino Unido, graduando-se com um duplo First, e então ganhou uma bolsa Frank Knox para Harvard, nos Estados Unidos.
Em 2006, Natasha Walter foi a fundadora da instituição de caridade Women for Refugee Women, da qual foi diretora até 2021. A instituição de caridade apoia mulheres que buscam asilo para contar suas histórias e desafia as injustiças que vivenciam.
Natasha Walter é autora de The New Feminism, publicado pela Virago em 1998. Seu livro Living Dolls, também publicado pela Virago, analisa o ressurgimento do sexismo na cultura contemporânea.
Em março de 2015, Natasha Walter foi a Humanitas Visiting Professor of Women's Rights na Universidade de Cambridge.
Natasha Walter também é autora de um romance, A Quiet Life, que é vagamente baseado na vida de Melinda Marling, esposa do espião de Cambridge, Donald Maclean.
O livro de memórias de Walter, Antes que a luz desapareça: um livro de memórias de luto e resistência, será publicado pela Virago em 2023. Conta a história da morte de sua mãe por suicídio e o legado do ativismo político de sua mãe na década de 1960 e de seu avô na década de 1930.
Em outubro de 2019, Natasha Walter foi presa por bloquear uma estrada na 'Rebelião de Outubro' do Extinction Rebellion na Trafalgar Square de Londres. Ela twittou: "Fui uma das 100 presas ontem por chamar a atenção para a destruição de nosso belo planeta". Ela continuou ativa com Extinction Rebellion e Writers Rebel, um grupo de escritores envolvidos com o movimento climático.

## Obras
- O Novo Feminismo (1998). ISBN 978-1-86049-636-3
- On the Move: feminismo para uma nova geração (1999). ISBN 978-1-86049-818-3
- Bonecas Vivas (2009). ISBN 978-1-84408-484-5
- Uma Vida Tranquila (2016). ISBN 978-0008113759

## Reconhecimento
Em 2013, Natasha Walter foi reconhecida pela BBC como uma das 100 mulheres mais inspiradora do mundo.